# Calyptotheca triquetra
Calyptotheca triquetra är en mossdjursart som först beskrevs av Harmer 1957.  Calyptotheca triquetra ingår i släktet Calyptotheca och familjen Parmulariidae. Inga underarter finns listade i Catalogue of Life.